# ریچارد هاین
ریچارد هاین (انگلیسی: Richard Hine؛ زادهٔ ۱۱ دسامبر ۱۹۳۹) دوچرخه‌سوار اهل استرالیا است. وی در بازی‌های المپیک تابستانی ۱۹۶۴ شرکت کرده است.